# E-commerce au Mexique
 (juin 2021).
La mise en forme du texte ne suit pas les recommandations de Wikipédia : il faut le « wikifier ».
Les points d'amélioration suivants sont les cas les plus fréquents :
- Les titres sont pré-formatés par le logiciel. Ils ne sont ni en capitales, ni en gras.
- Le texte ne doit pas être écrit en capitales (les noms de famille non plus), ni en gras, ni en italique, ni en « petit »…
- Le gras n'est utilisé que pour surligner le titre de l'article dans l'introduction, une seule fois.
- L'italique est rarement utilisé : mots en langue étrangère, titres d'œuvres, noms de bateaux, etc.
- Les citations ne sont pas en italique mais en corps de texte normal. Elles sont entourées par des guillemets français : « et ».
- Les listes à puces sont à éviter, des paragraphes rédigés étant largement préférés. Les tableaux sont à réserver à la présentation de données structurées (résultats, etc.).
- Les appels de note de bas de page (petits chiffres en exposant, introduits par l'outil «  Source ») sont à placer entre la fin de phrase et le point final[comme ça].
- Les liens internes (vers d'autres articles de Wikipédia) sont à choisir avec parcimonie. Créez des liens vers des articles approfondissant le sujet. Les termes génériques sans rapport avec le sujet sont à éviter, ainsi que les répétitions de liens vers un même terme.
- Les liens externes sont à placer uniquement dans une section « Liens externes », à la fin de l'article. Ces liens sont à choisir avec parcimonie suivant les règles définies. Si un lien sert de source à l'article, son insertion dans le texte est à faire par les notes de bas de page.
- La présentation des références doit suivre les conventions bibliographiques. Il est recommandé d'utiliser les modèles {{Ouvrage}}, {{Chapitre}}, {{Article}}, {{Lien web}} et/ou {{Bibliographie}}. Le mode d'édition visuel peut mettre en forme automatiquement les références.
- Insérer une infobox (cadre d'informations à droite) n'est pas obligatoire pour parachever la mise en page.

Pour une aide détaillée, merci de consulter Aide:Wikification.
Si vous pensez que ces points ont été résolus, vous pouvez retirer ce bandeau et améliorer la mise en forme d'un autre article.
 (juin 2021).
Le marché du commerce électronique au Mexique en 2015 a été estimé par Forbes à 12 milliards de dollars américains et par l'Association mexicaine de l'Internet AMIPCI à 257,1 milliards de pesos mexicains (environ 15,6 milliards de dollars américains). Cela représentait 1,6 à 2 % de l'ensemble des ventes au détail contre une moyenne mondiale de 7 %,.

## Caractéristiques du marché
Le commerce électronique se fait via le Web et les applications mais aussi via WhatsApp, Facebook Messenger (dans certains cas en utilisant des chatbots ), et des leads générés sur les réseaux sociaux .
On estimait en 2016 que 70 % des Mexicains avaient accès à Internet. Le volume du commerce électronique a augmenté de 900 % de 2009 à 2015.
Même si les cartes de débit et de crédit sont utilisées pour les paiements, le paiement en espèces est aussi important. A peu près un mexicain sur deux paie en ligne en espèces. La transaction est validée en ligne et le site web donne une référence numérotée, que l'acheteur doit fournir avec ses espèces dans l'épicerie, le supermarché ou la banque qui acceptent la monnaie et prennent une commission.

## Les associations
Les organisations comprennent l' Asociación de Internet.mx (anciennement AMIPCI)  et l' AMVO (Asociación Mexicana de la Venta Online)  qui organise la HotSale annuelle, une vente sur les canaux de commerce électronique uniquement à travers un large éventail de détaillants mexicains .

## Par secteur d'activité

### Détaillants
Les leaders de la vente au détail de vêtements sont Liverpool, MercadoLibre et Privalia . Seul le commerce de détail d'épicerie est dirigé par Walmart, Superama et Soriana . Les leaders de l'électronique sont MercadoLibre, Amazon Mexico et Linio, ce dernier lancé à l'origine par Rocket Internet . Les chefs de file de l'amélioration de l'habitat comprennent The Home Depot .

### Livraison
Rappi, Cornershop et Mercadoni livrent des produits d'épicerie de divers détaillants (dans certains cas en concurrence avec les propres services de livraison des détaillants), tandis que Sin Delantal et Uber Eats livrent de la nourriture dans des restaurants.

### Transport
Uber et Cabify sont en concurrence pour les activités de taxi et de covoiturage, tandis que les quatre plus grandes compagnies aériennes mexicaines Aeroméxico, Volaris, Interjet et Viva Aerobús ont toutes une présence importante dans le commerce électronique et les médias sociaux. Aeroméxico en particulier a fait de sa transformation numérique un pilier clé de sa stratégie  et a étendu ses ventes et son service à un chatbot sur Facebook Messenger.

### Divertissement
Netflix, Claro Video et Blim sont en concurrence pour offrir des divertissements en streaming aux ménages mexicains, tandis que Spotify domine le streaming de musique.

## Start-up
Des incubateurs/accélérateurs de startups tels que MassChallenge et Plug and Play sont présents avec les programmes mexicains  et WeWork et des alternatives locales fournissent des bureaux. De nombreuses entreprises ont des programmes d'innovation dont Nestlé, Scotiabank  et Aeroméxico, . L'INADEM, Instituto Nacional para el Emprendedor (Institut national de l'entrepreneur), rattaché au ministère de l'Économie, accompagne les startups.

## Les références
1. ↑  Nathaniel Parish Flannery, « Here's How Amazon is Figuring Out Mexico's Tricky Market », sur Fortune
2. 1 2  Jan http://www.elfinanciero.com.mx/empresas/que-compraron-los-mexicanos-en-la-hotsale.html
3. ↑  Alexis Hernández, Susana Mendieta, « E-commerce abarca solo 2% de compras totales en México »
4. 1 2  « ¿Cómo tener una plataforma de comercio electrónico exitosa? »
5. ↑  « 5 recomendaciones para hacer marketing por WhatsApp - Revista Merca2.0 - », www.merca20.com
6. ↑  20Minutos, « Positivo el pago en efectivo para el e-Commerce en México - 20minutos.com.mx »
7. ↑  User, « Home - Asociación de Internet », www.asociaciondeinternet.mx
8. ↑  « Inicio - Asociación Mexicana de venta online », Inicio - Asociación Mexicana de venta online
9. 1 2  « Grandes startups acaparan nuevos mercados en México », www.elfinanciero.com.mx
10. ↑  « ¿Cuáles son las aerolíneas que mejor se desempeñan en redes sociales? », www.merca20.com
11. ↑  "Aeroméxico invertirá 50 mdd en estrategia de ventas por internet" ('Aeromexico will invest 50 million dollars in Internet sales strategy'), Forbes México, August 17, 2016
12. 1 2  « Aeromexico », aeromexico.com
13. ↑  Cueva, « La competencia de Netflix, Clarovideo, Blim y los demás »
14. ↑  Español, « Nestlé impulsará el desarrollo de startups mexicanas », 11 juillet 2017
15. ↑  « La entrevista de #Expansión500: La revolución digital de Scotiabank »
16. ↑  « Lab 7 by Aeromexico », lab7.aeromexico.io
17. ↑  « Reconocidos INADEM », reconocimiento.inadem.gob.mx